# Bill Bradley (baseball)
Pour les articles homonymes, voir Bill Bradley (homonymie) et Bradley.
William Joseph Bradley dit Bill Bradley (13 février 1878 à Cleveland ( Ohio) - 11 mars 1954 à Cleveland ( Ohio)) était un joueur américain de baseball évoluant en ligues majeures de baseball.

## Carrière
Désirant jouer pour sa ville natale, Bradley n'hésite pas à quitter les Chicago Cubs où il commence sa carrière en Ligue majeure pour rejoindre les futurs Cleveland Indians dès 1901. Il initie le bare-handed pickup permettant d'attraper la balle et de l'envoyer en première base dans le même mouvement, comme c'est l'usage courant aujourd'hui. Il s'impose alors comme l'un des meilleurs joueurs de troisième base jusqu'à une blessure grave qui écourte sa saison 1906. Avant cet incident, il rivalise avec les meilleurs au bâton, enregistrant 0,340 de moyenne à la batte en 1902, signant au passage une série record de 29 matches consécutifs avec au moins un coup sur. Ce record sera battu par Ty Cobb en 1911. Bradley frappe au moins un coup de circuit lors de quatre parties consécutives en 1902.
Bill Bradley est le premier joueur de la franchise de Cleveland à frapper un cycle (un simple, un double, un triple et un coup de circuit au d'un même match). Il réussit cette performance le 24 septembre 1903.
Nouveau coup dur en 1909, avec Bradley qui est sévèrement touché par la typhoïde, limitant sa saison à 96 pour une médiocre moyenne au bâton de 0,186. La saison suivante est également décevante (0,190 à la batte) et un transfert à Toronto en ligues mineures où il évolue pendant trois saisons.
En 1914, Bradley devient manager-joueur des Brooklyn Tip-Tops de la nouvelle Federal League puis passe chez les Kansas City Packers en 1915 où il termine sa carrière comme joueur de troisième base.
Il rejoint ensuite les Cleveland Indians comme recruteur, poste qu'il occupe pendant un quart de siècle, jusqu'en 1953.
Bradley meurt d'une pneumonie à 71 ans à Cleveland.